# Pravdivá romance
Pravdivá romance (v anglickém originále True Romance) je americko-francouzský filmový thriller z roku 1993. Režisérem filmu je Tony Scott. Hlavní role ve filmu ztvárnili Christian Slater, Patricia Arquette, Michael Rapaport, Bronson Pinchot a Saul Rubinek.

## Obsazení
| Christian Slater   | Clarence Worley   |
| Patricia Arquette  | Alabama Whitman   |
| Michael Rapaport   | Dick Ritchie      |
| Bronson Pinchot    | Elliot Blitzer    |
| Saul Rubinek       | Lee Donowitz      |
| Dennis Hopper      | Clifford Worley   |
| James Gandolfini   | Virgil            |
| Gary Oldman        | Drexl Spivey      |
| Christopher Walken | Vincenzo Coccotti |
| Chris Penn         | Nicky Dimes       |
| Tom Sizemore       | Cody Nicholson    |
| Brad Pitt          | Floyd             |
| Val Kilmer         | Elvis             |
| Samuel L. Jackson  | velký Don         |
| Paul Bates         | Marty             |